# Julien Falchero
Julien Falchero, né le 2 mars 1997 à Valence (Drôme), est un un ancien pilote automobile français. 

## Carrière

### GP3 Series
En 2017, après une saison dans les championnats Formula Renault Eurocup et Formula Renault 2.0 Northern European Cup avec l'écurie française R-ace GP, Julien Falchero s'engage dans le championnat GP3 Series au sein de l'écurie espagnole Campos Racing après des essais positifs à Abu Dhabi. L'ancien pilote de Formule 1 français Jean Pierre Jarier le soutient lors de cette saison,,.
En 2018, après une première saison encourageante dans la discipline, c'est avec l'écurie anglaise Arden International que Julien Falchero participe au championnat GP3 Series,,.

### European Le Mans Series

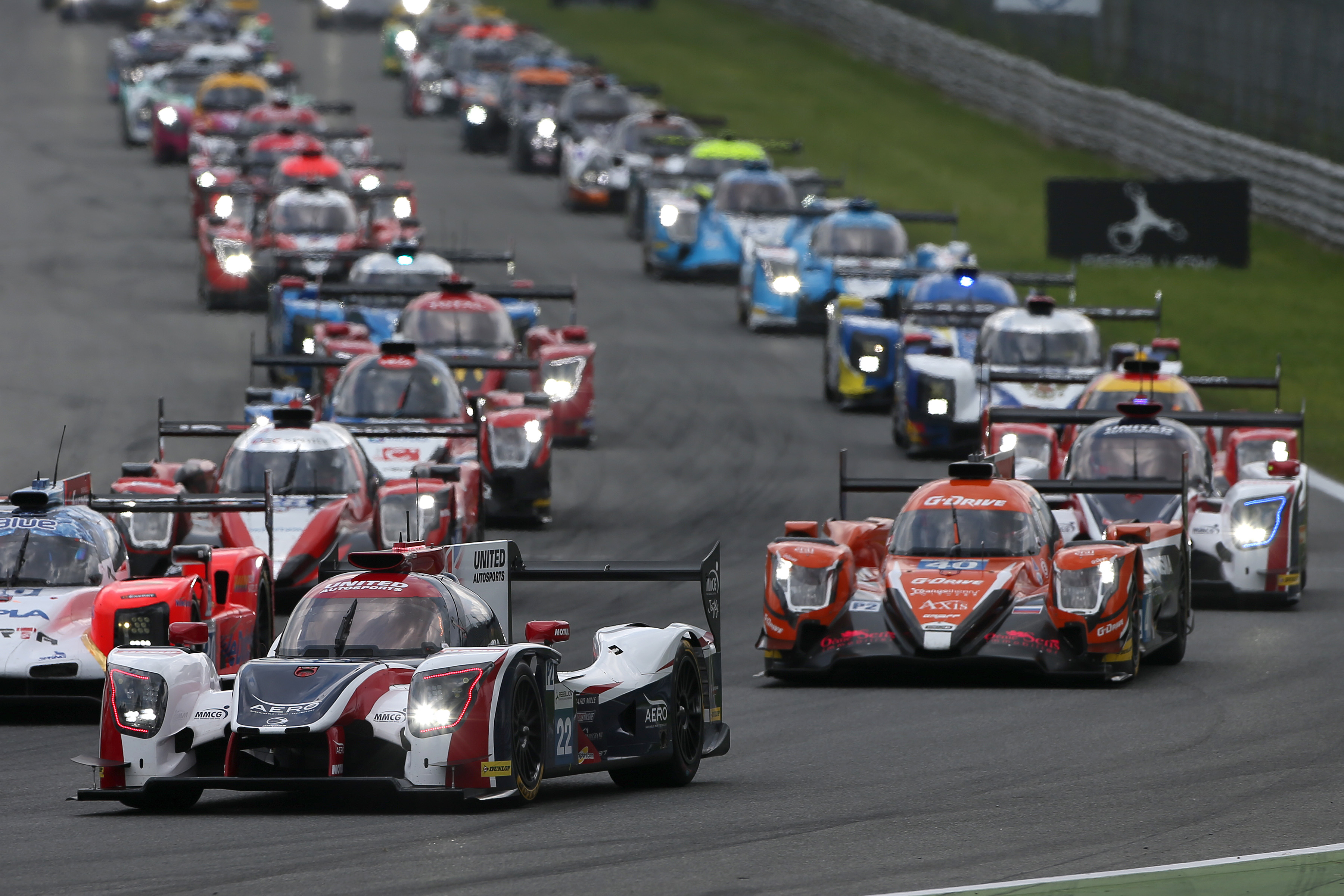
L'Oreca 07 n°40 de l'écurie G-Drive Racing pilotée par Julien Falchero en 2018

À la suite du remaniement d'un des équipages du G-Drive Racing lors du championnat European Le Mans Series 2018, Julien Falchero a l'occasion de participer aux deux dernières manches du championnat en compagnie de l'Australien James Allen et du Suédois Henning Enqvist. La première manche, pour cause de mauvaises conditions climatiques, est difficile et il termine les 4 Heures de Spa en 11e position. Il peut progresser lors des 4 Heures de Portimão où il termine en 7e position. Il qualifiera cette course comme celle où il a enfin découvert l’endurance et la catégorie LMP2.
En 2021, après s'être essayé au championnat Indy Lights en 2019 et avoir participé à une manche du championnat Michelin Le Mans Cup en 2021, Julien Falchero fait son retour dans le championnat European Le Mans Series afin de participer aux 4 Heures de Barcelone au volant d'une Ligier JS P320 avec comme coéquipiers le pilote belge Ugo de Wilde et le pilote allemand Martin Hippe. Ce retour en compétition se traduit par une troisième position. Lors de la seconde manche du championnat, les 4 Heures du Red Bull Ring, il est remplacé par le pilote belge Ulysse de Pauw.

### Indy Lights
En 2019, après avoir participé à deux manches du championnat européen European Le Mans Series, Julien Falchero participe au championnat Indy Lights au sein de l'écurie américaine Belardi Auto Racing (en) et fait équipe avec les pilotes Zachary Claman Demelo et Lucas Kohl,.

### Michelin Le Mans Cup

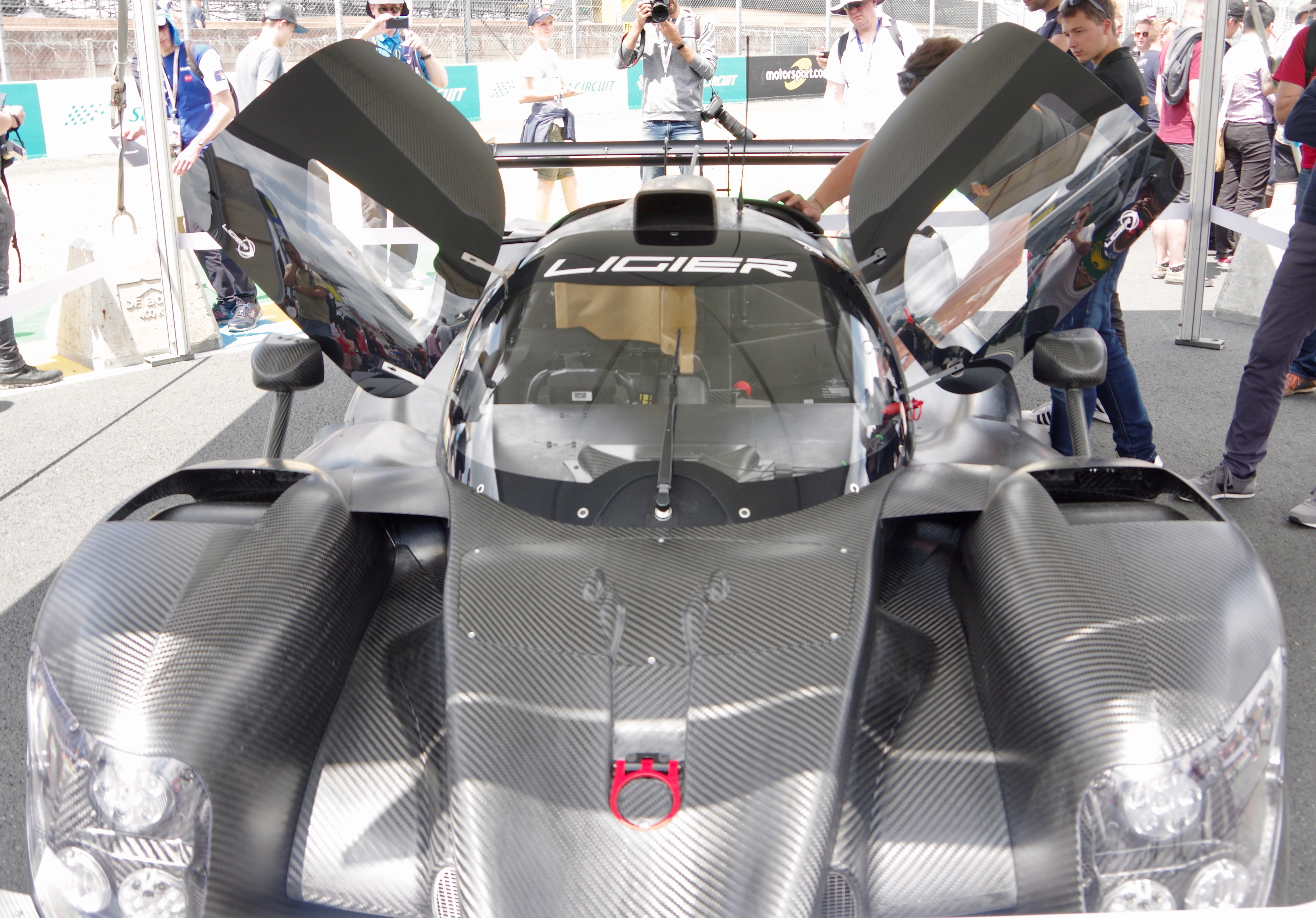
Ligier JS P320 telle que celle pilotée par Julien Falchero pour l'écurie Team Virage

En 2020, après avoir participé à quatre manches du championnat américain Indy Lights, Julien Falchero rejoint l'écurie polonaise Team Virage afin de participer à l'épreuve du championnat Michelin Le Mans Cup se déroulant le week end du Castellet 240 au volant d'une Ligier JS P320 avec comme coéquipiers le pilote français Steve Brooks. Il se distingue en réalisant le meilleur chrono de la catégorie LMP3 dans la session matinale collective sur le Circuit Paul-Ricard en guise de préparation au meeting. Il renouvelle cette performance durant la première et la seconde séance d'essais libres,.

### Reconversion
Depuis janvier 2023, Julein Falchero est le directeur général de la société française Wazabee, bureau d'étude dans le design, la modélisation, le prototypage, l'impression 3D et la communication.

## Palmarès

### GP3 Series
| Année | Écurie              | 1          | 2          | 3          | 4          | 5          | 6            | 7            | 8            | 9          | 10         | 11         | 12         | 13           | 14         | 15          | 16         | 17      | 18      | Pos | Points |
| ----- | ------------------- | ---------- | ---------- | ---------- | ---------- | ---------- | ------------ | ------------ | ------------ | ---------- | ---------- | ---------- | ---------- | ------------ | ---------- | ----------- | ---------- | ------- | ------- | --- | ------ |
| 2017  | Campos Racing       | CAT FEA 11 | CAT SPR 10 | RBR FEA 15 | RBR SPR 11 | SIL FEA 10 | SIL SPR Abd. | HUN FEA 13   | HUN SPR Abd. | SPA FEA 8  | SPA SPR 5  | MNZ FEA 8  | MNZ SPR C  | JER FEA 10   | JER SPR 9  | YMC FEA Np. | YMC SPR 16 |         |         | 15e | 16     |
| 2018  | Arden International | CAT FEA 14 | CAT SPR 11 | LEC FEA 16 | LEC SPR 15 | RBR FEA 15 | RBR SPR 14   | SIL FEA Abd. | SIL SPR Abd. | HUN FEA 15 | HUN SPR 15 | SPA FEA 16 | SPA SPR 14 | MNZ FEA Abd. | MNZ SPR 13 | SOC FEA     | SOC SPR    | YMC FEA | YMC SPR | 22e | 0      |

### European Le Mans Series
| Année | Écurie                    | Châssis        | Moteur                     | Classe | 1     | 2   | 3   | 4   | 5       | 6     | Points | Classement |
| ----- | ------------------------- | -------------- | -------------------------- | ------ | ----- | --- | --- | --- | ------- | ----- | ------ | ---------- |
| 2018  | G-Drive Racing            | Oreca 07       | Gibson GK428 4,2 l V8 Atmo | LMP2   | LEC   | MON | RBR | SIL | SPA 11‡ | POR 7 | 6,25   | 21e        |
| 2021  | Inter Europol Competition | Ligier JS P320 | Nissan VK56 5,6 l V8 Atmo  | LMP3   | BAR 3 | RBR | LEC | MON | SPA     | POR   | 15     | 19e        |

‡ Seule la moitié des points ont été attribués car lorsque moins de 75 % de la distance de la course a été réalisé.

### Indy Lights
| Année | Écurie                   | 1     | 2     | 3     | 4     | 5   | 6   | 7    | 8   | 9   | 10  | 11  | 12  | 13  | 14  | 15  | 16  | 17  | 18  | Position | Points |
| ----- | ------------------------ | ----- | ----- | ----- | ----- | --- | --- | ---- | --- | --- | --- | --- | --- | --- | --- | --- | --- | --- | --- | -------- | ------ |
| 2019  | Belardi Auto Racing (en) | STP 8 | STP 5 | COA 4 | COA 5 | IMS | IMS | INDY | RDA | RDA | TOR | TOR | MDO | MDO | GTW | POR | POR | LAG | LAG | 11e      | 66     |